# 요세프 토쇼프스키
요세프 토쇼프스키(체코어: Josef Tošovský, 1950년 9월 28일~)는 체코의 정치인, 경제학자이다.

## 생애
나호트 출신으로 1968년부터 1973년까지 프라하 경제대학교에서 국제 무역을 전공했다. 1973년에 체코슬로바키아 국립은행에 입사했고 1989년에는 체코슬로바키아 국립은행 총재로 임명되었다. 1993년부터 체코 국립은행 총재를 역임하면서 체코의 시장 경제 이행, 체코의 통화 제도 및 은행 제도의 개혁에 착수했다.
1997년 바츨라프 클라우스 총리가 부패 사건으로 인해 사임하면서 1997년 12월 17일부터 1998년 7월 22일까지 제2대 체코의 총리를 역임했다. 이후 1993년부터 2000년까지 체코 국립은행 총재를 역임하기도 했다.